# Stephanus Cyrillus Rettig
Stephanus Cyrillus Rettig, född 2 december 1750 i Hamburg, död 6 juni 1828 i Karlskrona, var en tysk-svensk tobaksfabrikör. Han var far till Pehr Christian Rettig.
Stephanus Cyrillus Rettig var son till köpmannen Friedrich Jacob Rettig. Han var verksam som tobaksfabrikant i Altona 1775–1781 och därefter i Hamburg till 1787, då han som framstående fackman av ett sällskap med kungligt privilegium inkallades till Ringkøbing på Jylland för att där anlägga en tobaksfabrik. Denna verksamhet visade dock inte goda framtidsutsikter, och 1793 flyttade Rettig med sin familj till Karlskrona för att där ta ledningen av en planerad tobaksfabrik. 1794 bildades under namnet Karlskrona tobaksfabrik ett bolag, vars chef eller "tobaksmästare" Rettig blev. Fabriken stod färdig 1795 och tillverkningen, som under första året utgjorde 50.000 skålpund kardustobak, hade femton år senare fördubblats. Rettig, som med åren byggde upp en stor förmögenhet, anlade 1810 en egen tobaksfabrik i Karlskrona. Samtidigt kvarstod han som chef för Karlskrona tobaksfabrik. Han gjorde betydande donationer bland annat till Tyska kyrkan i Karlskrona och instiftade olika fonder till förmån för stadens fattiga.